# Comuna Rojkovîci, Seredîna-Buda
Rojkovîci (în ucraineană Рожковичі) este o comună în raionul Seredîna-Buda, regiunea Sumî, Ucraina, formată din satele Novovolodîmîrivka, Porohon, Rojkovîci (reședința) și Sîtne.

## Demografie
Componența lingvistică a comunei Rojkovîci
     Rusă (76,94%)
     Ucraineană (22,84%)
Conform recensământului din 2001, majoritatea populației comunei Rojkovîci era vorbitoare de rusă (76,94%), existând în minoritate și vorbitori de ucraineană (22,84%).